# Owen Machine Carbine
Az Owen-géppisztoly, hivatalos nevén Owen Machine Carbine egy ausztrál gyártmányú géppisztoly volt, melyet Evelyn Owen tervezett 1939-ben. Az Owen volt a második világháború egyetlen ausztrál tervezésű géppisztolya, melyet az ausztrál hadsereg használt 1943-tól az 1960-as évek közepéig.

## Történet
Owen egy wollongong-i feltaláló volt, .22-es kaliberű géppisztolyát 1939 júliusában mutatta be az ausztrál hadsereg tisztjeinek Sydney-ben. A fegyvert elutasították, mert akkoriban még nem ismerték fel a géppisztolyok valódi fontosságát. A háború kitörését követően Owen közlegényként csatlakozott az ausztrál hadsereghez.
A prototípust egy felülről behelyezhető dobtárral látták el, melyet később egyenes szekrénytárra cseréltek.
A fegyver kaliberének kiválasztása beletelt egy kis időbe. Mivel a Colt .45 ACP lőszerből nagy mennyiségben állt rendelkezésre, először emellett döntöttek. A hivatalos próbákra a John Lysaght gyár három változatot készített el: 9 mm-es, .38-200-as és .45-ös kaliberekben. Összehasonlítási alaphoz a STEN és a Thompson géppisztolyokat használták. A tesztelés során mindegyik fegyvert sárba vetették és porral borították, hogy szimulálják a legkíméletlenebb környezeti hatásokat. Az Owen volt az egyetlen fegyver, amely működőképes maradt a megpróbáltatások után. Habár a tesztek megmutatták az Owen képességeit, a hadsereg továbbra sem tudta eldönteni, hogy milyen kaliberben kezdjék el a fegyver sorozatgyártását, majd végül a kormányzat legfelsőbb szintjéről érkezett az utasítás a 9 mm-es változat elfogadására.

## Gyártás és alkalmazás
Az Owen-géppisztoly sorozatgyártását a Port Kembla-ban és Newcastle-ben lévő John Lysaght gyárakban végezték. 1942 márciusa és 1943 februárja között 28 000 Owen-géppisztolyt gyártottak. A fegyver az Új Guinea-i harcok során került az ausztrál katonákhoz. Hozzávetőleg 50 000 Owen-géppisztoly készült 1941 és 1945 között. A háború alatt az Owen-géppisztoly átlagos gyártási költsége 30 dollár volt.
Zömök megjelenése ellenére az Owen megbízhatósága miatt nagyon népszerűvé vált a katonák között.
Az Owen-géppisztolyt később a koreai és vietnámi háborúkban is használták az ausztrál katonák, elsősorban a felderítők. Az 1960-as évek közepéig az ausztrál hadsereg szabványos fegyvere maradt, majd az F1 géppisztoly váltotta le.

## Tervezet
Az Owen egyszerű tömegzáras tervezetű, nyílt zárból tüzelt. Úgy tervezték, hogy akár vállból, akár csípőből is lehetett vele tüzelni. Könnyen felismerhető nem hagyományos megjelenéséről, ideértve a felül elhelyezett tölténytárat és az oldalra kitolt nyílt irányzékot. A tár elhelyezkedése lehetővé teszi, hogy a tárban lévő rugót segítse a gravitáció, így növelve a lőszeradagolás megbízhatóságát. A másik szokatlan jellegzetessége a fegyvernek a tokban lévő különálló rekeszek, melyekkel a kis átmérőjű zárat választják el a visszahúzó kartól. Ez a megoldás meggátolja a homok és sár bejutását, így a zár elakadását, és rendkívül megbízhatóvá teszi az Owent. A Sten géppisztolyhoz hasonlóan az Owent is egy nem behajtható vázas szerkezetű válltámasszal látták el, illetve pisztolymarkolatokat is kapott.
A tisztítás megkönnyítése végett a hüvelykivetőt a tölténytárba építették. Ez lehetővé teszi a fegyvercső gyors eltávolítását.
Fényképes bizonyítékok szerint készült egy 72 darab töltény befogadására alkalmas patkó alakú tár is, de erről kevés információ létezik.
2004-ben egy illegális fegyvergyárat foglaltak le Melbourne-ben, ahol más dolgok mellett néhány hangtompított Owen-másolatot is lefoglaltak. Ezeknél a másolatoknál már a tárat alulról kellett behelyezni a fegyverbe.

## Fordítás
- Ez a szócikk részben vagy egészben  az   Owen Gun című angol Wikipédia-szócikk ezen változatának fordításán alapul.  Az eredeti cikk szerkesztőit annak laptörténete sorolja fel. Ez a jelzés csupán a megfogalmazás eredetét és a szerzői jogokat jelzi, nem szolgál a cikkben szereplő információk forrásmegjelöléseként.